# Leucula impositoria
Leucula impositoria là một loài bướm đêm trong họ Geometridae.